# 桓治
桓 治（かん ち、生没年不詳）は、中国三国時代の士徽配下の部将。交州交趾郡の人。弟は桓鄰。

## 生涯
呉の黄武5年（226年）、長らく交州一帯を支配していた交趾太守の士燮が亡くなると、孫権は呂岱・戴良・陳時らを刺史・太守に任じ、彼の地を直接支配しようとしたが、士燮の子の士徽はこれに反発。自ら交趾太守を名乗り、戴良らの着任を拒んだ。士徽配下の桓鄰は、戴良らを迎え入れるよう諫言したが、これに怒った士徽により笞打ちで殺害された。
桓治は士徽配下の部将を務めていたが、弟を殺害されたことに怒り、子の桓発と共に宗族の兵を率いて士徽を攻撃した。士徽は城門を閉ざして固守し、桓治らは数ヶ月に渡ってこれを攻撃したが下すことはできず、和睦を結んで兵を引き上げた。
その後、士徽は士匡の説得を受けて呂岱に降伏したが、翌日には兄弟もろともに呂岱によって処刑された。桓治は同僚だった甘醴と共に、吏民を率いて呂岱を攻撃したが、返り討ちに遭った。生死やその後の動向については不明。